# Sân bay Chofu
Sân bay Chofu (調布飛行場 Chōfu Hikōjō) (IATA: N/A, ICAO: RJTF) là một sân bay ở Chōfu, Tokyo, Nhật Bản, phía tây trung tâm Tokyo. Sân bay này thuộc quản lý của chính quyền vùng đô thị Tokyo. Hãng hàng không chính hoạt động ở đây là New Central Airlines với các chuyến bay đến các đảo nam Tokyo. Các máy bay tư nhân cũng sử dụng sân bay này.